# Gouvernement Aguirre III
 (décembre 2021).
Si vous disposez d'ouvrages ou d'articles de référence ou si vous connaissez des sites web de qualité traitant du thème abordé ici, merci de compléter l'article en donnant les références utiles à sa vérifiabilité et en les liant à la section « Notes et références ».
 Communauté de Madrid
Aguirre II González
Le gouvernement Aguirre III est le gouvernement de la communauté de Madrid entre le 17 juin 2011 et le 29 septembre 2012, durant la IXe législature de l'Assemblée de Madrid. Il est présidé par Esperanza Aguirre.

## Composition
| Fonction                                                         | Titulaire | Titulaire                                                                              | Parti |
| ---------------------------------------------------------------- | --------- | -------------------------------------------------------------------------------------- | ----- |
| Présidente                                                       |           | Esperanza Aguirre y Gil de Biedma                                                      | PPCM  |
| Vice-président, porte-parole Conseiller à la Culture et au Sport |           | Ignacio González González                                                              | PPCM  |
| Conseillère à la Présidence et à la Justice                      |           | María Regina Plañiol de Lacalle                                                        | PPCM  |
| Conseiller à l'Économie et aux Finances                          |           | Percival Peter Manglano Albacar                                                        | PPCM  |
| Conseiller aux Transports et aux Infrastructures                 |           | Antonio Germán Beteta Barreda Pablo Cavero Martínez de Campos (à partir du 25/01/2012) | PPCM  |
| Conseillère à l'Éducation et à l'Emploi                          |           | Lucía Figar de Lacalle                                                                 | PPCM  |
| Conseillère à l'Environnement et à l'Aménagement du territoire   |           | Ana Isabel Mariño Ortega                                                               | PPCM  |
| Conseiller à la Santé                                            |           | Javier Fernández-Lasquetty y Blanc                                                     | PPCM  |
| Conseiller aux Affaires sociales                                 |           | Salvador Victoria Bolívar                                                              | PPCM  |